# Афанасьєв Валерій Олексійович
Валерій Олексійович Афанасьєв (нар. 20 серпня 1949) — радянський та російський актор театру і кіно.

## Біографія
Валерій Олексійович Афанасьєв народився 20 серпня 1949 року у Москві. У 1970 році закінчив Вище театральне училище імені Б. В. Щукіна. Працював у Театрі на Південно-Заході (1990—2011). Афанасьєв також працює на телебаченні та знімається у кіно.

## Вибіркова фільмографія
- «Найжаркіший місяць» (1974)
- «Денний поїзд» (1976)
- «Перстень з Амстердама» (1981)
- «Розставання» (1984)
- «Сищик петербурзької поліції» (1991)
- «Нитки долі» (2016)

| Актор | Це незавершена стаття про актора. Ви можете допомогти проєкту, виправивши або дописавши її. |